# Champions Trophy mannen 1995
 De zeventiende editie van de strijd om de Champions Trophy had plaats van zaterdag 23 september tot en met zondag 1 oktober 1995 in Berlijn, Duitsland. Deelnemende landen aan het mondiale hockeytoernooi waren: Australië, gastland Duitsland, Engeland, India, Nederland en titelverdediger Pakistan.

## Selecties

### Duitsland
- Christoph Bechmann
- Andreas Becker
- Patrick Bellenbaum
- Dirk Brinkmann
- Thomas Brinkmann
- Oliver Domke
- Carsten Fischer

- Michael Green
- Albert Hemmersbach (gk)
- Florian Kunz
- Christian Mayerhöfer
- Sven Meinhardt
- Klaus Michler
- Christopher Reitz (gk)

- Stefan Saliger
- Jan-Peter Tewes

- Bondscoach

Paul Lissek

### Engeland
- Simon Mason
- Jon Wyatt
- Mark Pearn
- Jason Barrow
- Guy Fordham
- Simon Hazlitt
- Jimmy Wallis

- Julian Halls
- Jason Lee
- Nick Thompson
- Danny Hall
- Russell Garcia
- Chris Mayer
- Ben Sharpe

- Kulbir Takher
- Calum Giles

- Bondscoach

David Whitaker

### India
1. Anjaparavanda Subbiah (gk)
2. Anil Aldrin
3. Harpreet Singh
4. Rahul Singh
5. Mohammad Riaz
6. Edgar Mascarenhas
7. Mukesh Kumar

1. Sandeep Somesh
2. Shakeel Ahmed
3. Dhanraj Pillay
4. Rajneesh Mishra
5. Edward Aloysius (gk)
6. Koothanda Poonacha
7. Gavin Ferreira

1. Hasrat Quereshi
2. Baljit Singh Dhillon

- Bondscoach

Cedric D'Souza

### Nederland
- Ronald Jansen (gk)
- Rolf Peters (gk)
- Sander van Heeswijk
- Leo Klein Gebbink
- Erik Jazet
- Teun de Nooijer
- Remco van Wijk

- Bastiaan Poortenaar
- Maurits Crucq
- Wouter van Pelt
- Marc Delissen 
- Stephan Veen
- Jacques Brinkman
- Taco van den Honert

- Piet-Hein Geeris
- Jeroen Delmee

- Bondscoach

Roelant Oltmans

### Pakistan
- Ahmed Mansoor
- Nadeem Ahmed
- Shahbaz Ahmed
- Ahmed Alam
- Naveed Alam
- Muhammad Shahbaz
- Atif Bashir

- Khawaja Junaid
- Danish Kalim
- Irfan Mahmood
- Shafqat Malik
- Rana Mujahid
- Asif Bajwa
- Akmal Sikander

- Muhammad Usman
- Tahir Zaman

- Bondscoach

## Scheidsrechters
- Santiago Deo
- Peter Elders
- Graham Little
- Richard Wolter

- Sathasivan Yasudhasan
- Christian Siebrecht
- Steve Horgan
- Ramamoorthy Quereshi

## Voorronde
| 23 september 13:30                                     |       |                                                 |                                                        |
| Pakistan                                               | 3 – 3 | Australië                                       | Scheidsrechters: Santiago Deo (ESP) Peter Elders (NED) |
| Muhammad Shahbaz 29' Shahbaz Ahmed 31' Naveed Alam 67' |       | 38' Jay Stacy 61' Stephen Davies 65' Mark Hager | Scheidsrechters: Santiago Deo (ESP) Peter Elders (NED) |

| 23 september 15:30 |       |       |                                                           |
| Duitsland          | 0 – 0 | India | Scheidsrechters: Peter von Reth (NED) Graham Little (ENG) |
|                    |       |       | Scheidsrechters: Peter von Reth (NED) Graham Little (ENG) |

| 23 september 18:00                 |       |                    |                                                                   |
| Nederland                          | 2 – 1 | Engeland           | Scheidsrechters: Richard Wolter (GER) Sathasivan Yasudhasan (MAS) |
| Stephan Veen 29' Marc Delissen 62' |       | 42' Russell Garcia | Scheidsrechters: Richard Wolter (GER) Sathasivan Yasudhasan (MAS) |

| 24 september 13:30                                                                                   |       |                                    |                                                               |
| Australië                                                                                            | 6 – 2 | India                              | Scheidsrechters: Christian Siebrecht (GER) Steve Horgan (USA) |
| Stephen Davies 6' Mark Hager 14' Jay Stacy 40' Stephen Davies 51' Stephen Davies 53' Darren Duff 58' |       | 47' Rahul Singh 49' Dhanray Pillay | Scheidsrechters: Christian Siebrecht (GER) Steve Horgan (USA) |

| 24 september 15:45 |       |                                                            |                                                                 |
| Nederland          | 0 – 3 | Duitsland                                                  | Scheidsrechters: Santiago Deo (ESP) Sathasivan Yasudhasan (MAS) |
|                    |       | 21' Carsten Fischer 54' Carsten Fischer 60' Sven Meinhardt | Scheidsrechters: Santiago Deo (ESP) Sathasivan Yasudhasan (MAS) |

| 24 september 17:45 |       |          |                                                                  |
| Pakistan           | 1 – 0 | Engeland | Scheidsrechters: Ramamoorthy Quereshi (IND) Peter von Reth (NED) |
| Naveed Alam 44'    |       |          | Scheidsrechters: Ramamoorthy Quereshi (IND) Peter von Reth (NED) |

| 26 september 17:00 |       |                   |                                                           |
| Nederland          | 0 – 1 | Australië         | Scheidsrechters: Richard Wolter (GER) Graham Little (ENG) |
|                    |       | 57' Matthew Smith | Scheidsrechters: Richard Wolter (GER) Graham Little (ENG) |

| 26 september 19:00                  |       |          |                                                        |
| Duitsland                           | 2 – 0 | Engeland | Scheidsrechters: Steve Horgan (USA) Peter Elders (NED) |
| Oliver Domke 12' Sven Meinhardt 57' |       |          | Scheidsrechters: Steve Horgan (USA) Peter Elders (NED) |

| 27 september 17:00                           |       |          |                                                                |
| Nederland                                    | 2 – 0 | Pakistan | Scheidsrechters: Steve Horgan (USA) Ramamoorthy Quereshi (IND) |
| Jacques Brinkman 51' Taco van den Honert 55' |       |          | Scheidsrechters: Steve Horgan (USA) Ramamoorthy Quereshi (IND) |

| 27 september 19:00 |       |                  |                                                                 |
| India              | 1 – 1 | Engeland         | Scheidsrechters: Christian Siebrecht (GER) Peter von Reth (NED) |
| Dhanraj Pillay 52' |       | 55' Jimmy Wallis | Scheidsrechters: Christian Siebrecht (GER) Peter von Reth (NED) |

| 28 september 17:00                  |       |                    |                                                          |
| Pakistan                            | 2 – 1 | India              | Scheidsrechters: Richard Wolter (GER) Peter Elders (NED) |
| Shahbaz Ahmed 12' Shahbaz Ahmed 23' |       | 36' Gavin Ferreira | Scheidsrechters: Richard Wolter (GER) Peter Elders (NED) |

| 28 september 19:00 |       |           |                                                          |
| Duitsland          | 0 – 0 | Australië | Scheidsrechters: Santiago Deo (ESP) Peter von Reth (NED) |
|                    |       |           | Scheidsrechters: Santiago Deo (ESP) Peter von Reth (NED) |

| 30 september 13:00                              |       |                    |                                                         |
| Nederland                                       | 2 – 1 | India              | Scheidsrechters: Santiago Deo (ESP) Graham Little (ENG) |
| Taco van den Honert 17' Taco van den Honert 67' |       | 14' Dhanraj Pillay | Scheidsrechters: Santiago Deo (ESP) Graham Little (ENG) |

| 30 september 15:00    |       |                 |                                                                       |
| Australië             | 1 – 1 | Engeland        | Scheidsrechters: Christian Siebrecht (GER) Ramamoorthy Quereshi (IND) |
| Stuart Carruthers 12' |       | 56' Daniel Hall | Scheidsrechters: Christian Siebrecht (GER) Ramamoorthy Quereshi (IND) |

| 30 september 17:00 |       |          |                                                                   |
| Duitsland          | 1 – 0 | Pakistan | Scheidsrechters: Sathasivan Yasudhasan (MAS) Peter von Reth (NED) |
| Sven Meinhardt 64' |       |          | Scheidsrechters: Sathasivan Yasudhasan (MAS) Peter von Reth (NED) |

## Eindstand voorronde
| № | Land      | WG | W | G | V | DV | DT | +/– | Punten |
| - | --------- | -- | - | - | - | -- | -- | --- | ------ |
| 1 | Duitsland | 5  | 3 | 2 | 0 | 6  | 0  | +6  | 8      |
| 2 | Australië | 5  | 2 | 3 | 0 | 11 | 6  | +5  | 7      |
| 3 | Nederland | 5  | 3 | 0 | 2 | 6  | 6  | 0   | 6      |
| 4 | Pakistan  | 5  | 2 | 1 | 2 | 6  | 7  | –1  | 5      |
| 5 | Engeland  | 5  | 0 | 2 | 3 | 3  | 7  | –4  | 2      |
| 6 | India     | 5  | 0 | 2 | 3 | 2  | 11 | –9  | 2      |

## Play-offs
Om vijfde plaats
| 1 oktober 11:30                 |                           |                                |                                                               |
| India                           | 2 – 2 6 – 5 (strafballen) | Engeland                       | Scheidsrechters: Peter Elders (NED) Christian Siebrecht (GER) |
| Mukesh Kumar 8' Anil Aldrin 42' |                           | 12' Calum Giles 48' Mark Pearn | Scheidsrechters: Peter Elders (NED) Christian Siebrecht (GER) |

Troostfinale
| 1 oktober 14:00   |       |                                     |                                                          |
| Nederland         | 1 – 2 | Pakistan                            | Scheidsrechters: Richard Wolter (GER) Steve Horgan (USA) |
| Remco van Wijk 2' |       | 32' Naveed Alam 50' Mohammed Nadeem | Scheidsrechters: Richard Wolter (GER) Steve Horgan (USA) |

Finale
| 1 oktober 16:30                               |                           |                                  |                                                          |
| Duitsland                                     | 2 – 2 4 – 2 (strafballen) | Australië                        | Scheidsrechters: Peter von Reth (NED) Santiago Deo (ESP) |
| Patrick Bellenbaum 38' Christoph Bechmann 41' |                           | 28' Matthew Smith 68' Mark Hager | Scheidsrechters: Peter von Reth (NED) Santiago Deo (ESP) |

## Eindstand
1. Duitsland
2. Australië
3. Pakistan
4. Nederland
5. India
6. Engeland

## Topscorers
- In onderstaand overzicht zijn alleen de speelsters opgenomen met drie of meer treffers achter hun naam.

| № | Naam                | Land      | Goals | SC | SB |
| - | ------------------- | --------- | ----- | -- | -- |
| 1 | Stephen Davies      | Australië | 4     | 2  | 0  |
| 2 | Taco van den Honert | Nederland | 3     | 3  | 0  |
|   | Shahbaz Ahmed       | Pakistan  | 3     | 1  | 0  |
|   | Sven Meinhardt      | Duitsland | 3     | 1  | 0  |
|   | Naveed Alam         | Pakistan  | 3     | 3  | 0  |
|   | Mark Hager          | Australië | 3     | 1  | 0  |

## Ereprijzen
| Topscorer      | Beste speler | Beste doelman |
| -------------- | ------------ | ------------- |
| Stephen Davies | Oliver Domke | Ahmed Mansoor |

Mannen:
Lahore 1978 ·
Karachi 1980 ·
Karachi 1981 ·
Amstelveen 1982 ·
Karachi 1983 ·
Karachi 1984 ·
Perth 1985 ·
Karachi 1986 ·
Amstelveen 1987 ·
Lahore 1988 ·
Berlijn 1989 ·
Melbourne 1990 ·
Berlijn 1991 ·
Karachi 1992 ·
Kuala Lumpur 1993 ·
Lahore 1994 ·
Berlijn 1995 ·
Chennai 1996 ·
Adelaide 1997 ·
Lahore 1998 ·
Brisbane 1999 ·
Amstelveen 2000 ·
Rotterdam 2001 ·
Keulen 2002 ·
Amstelveen 2003 ·
Lahore 2004 ·
Chennai 2005 ·
Barcelona 2006 ·
Kuala Lumpur 2007 ·
Rotterdam 2008 ·
Melbourne 2009 ·
Mönchengladbach 2010 ·
Auckland 2011 ·
Melbourne 2012 ·
Bhubaneswar 2014 ·
Londen 2016 ·
Breda 2018
Vrouwen:
Amstelveen 1987 ·
Frankfurt 1989 ·
Berlijn 1991 ·
Amstelveen 1993 ·
Mar del Plata 1995 ·
Berlijn 1997 ·
Brisbane 1999 ·
Amstelveen 2000 ·
Amstelveen 2001 ·
Macau 2002 ·
Sydney 2003 ·
Rosario 2004 ·
Canberra 2005 ·
Amstelveen 2006 ·
Quilmes 2007 ·
Mönchengladbach 2008 ·
Melbourne 2009 ·
Nottingham 2010 ·
Amstelveen 2011 ·
Rosario 2012 ·
Mendoza 2014 ·
Londen 2016 ·
Changzhou 2018